# Coupe des Pays-Bas de football 2014-2015
Navigation
Édition précédente Édition suivante
La Coupe des Pays-Bas de football 2014-2015, nommée la KNVB beker, est la 97e édition de la Coupe des Pays-Bas. La compétition commence le 27 août 2014 et se termine le 3 mai 2015, date de la finale qui se dispute au Feijenoord Stadion. 85 clubs participent au tournoi.
Le club vainqueur de la coupe est qualifié pour la phase de groupe de la Ligue Europa 2015-2016.

## Déroulement de la compétition
Tous les tours se jouent en élimination directe. À chaque tour, un tirage au sort est effectué pour déterminer les adversaires.
Les 18 clubs d'Eredivisie et les 20 clubs d'Eerste Divisie sont qualifiés d'office pour la compétition et sont dispensés du premier tour.
Les clubs qui jouent en Europe ne peuvent pas s'affronter avant les huitièmes de finale.

## Calendrier
| Tour                | Date                        | Équipes participantes |
| ------------------- | --------------------------- | --------------------- |
| 1er tour            | 27 août 2014                | 42                    |
| 2e tour             | 23, 24 et 25 septembre 2014 | 64                    |
| 3e tour             | 28, 29 et 30 octobre 2014   | 32                    |
| Huitièmes de finale | 16, 17 et 18 décembre 2014  | 16                    |
| Quarts de finale    | 27, 28 et 29 janvier 2015   | 8                     |
| Demi-finale         | 7, 8 et 9 avril 2015        | 4                     |
| Finale              | 3 mai 2015                  | 2                     |

## Résultats

### Huitièmes de finale
Les matchs des huitièmes de finale se déroulent les 16, 17 et 18 décembre 2014.
| Date        | Club                | Résultat | Club           |
| ----------- | ------------------- | -------- | -------------- |
| 16 décembre | VVV Venlo           | 0 - 1    | PEC Zwolle     |
| 16 décembre | Heracles Almelo     | 0 - 3    | SC Cambuur     |
| 17 décembre | De Graafschap       | 2 - 4    | FC Twente      |
| 17 décembre | AZ Alkmaar          | 2 - 1    | NEC Nimègue    |
| 17 décembre | FC Groningen        | 3 - 0    | FC Volendam    |
| 18 décembre | Ajax Amsterdam      | 0 - 4    | Vitesse Arnhem |
| 18 décembre | Excelsior Rotterdam | 6 - 0    | NAC Breda      |
| 20 janvier  | SV Roda JC Kerkrade | 3 - 2ap  | PSV Eindhoven  |

### Quarts de finale
Les matchs des quarts de finale se déroulent les 27 et 28 janvier 2015.
| Date       | Club                | Résultat | Club                |
| ---------- | ------------------- | -------- | ------------------- |
| 27 janvier | SC Cambuur          | 2 - 3    | PEC Zwolle          |
| 27 janvier | FC Twente           | 3 - 0    | AZ Alkmaar          |
| 28 janvier | SV Roda JC Kerkrade | 1 - 4    | Excelsior Rotterdam |
| 28 janvier | FC Groningen        | 4 - 0    | Vitesse Arnhem      |

### Demi-finales
Les matchs des demi-finale se déroulent entre le 7 et le 8 avril 2015.
| Date    | Club         | Résultat       | Club                |
| ------- | ------------ | -------------- | ------------------- |
| 7 avril | FC Twente    | 1 - 1 2 - 4tab | PEC Zwolle          |
| 8 avril | FC Groningen | 3 - 0          | Excelsior Rotterdam |

### Finale
La finale se joue le 3 mai 2015 au Feijenoord Stadion de Rotterdam.
| 3 mai 2015 | PEC Zwolle | 0 - 2   | FC Groningen                          | Feijenoord Stadion, Rotterdam                     |                                                   |
| 18h00      |            | (0 - 0) | 64e Albert Rusnák · 75e Albert Rusnák | Spectateurs : 50 000 Arbitrage : Richard Liesveld | Spectateurs : 50 000 Arbitrage : Richard Liesveld |